# 14061 Nagincox
14061 Nagincox è un asteroide della fascia principale. Scoperto nel 1996, presenta un'orbita caratterizzata da un semiasse maggiore pari a 2,425956 UA e da un'eccentricità di 0,130782, inclinata di 6,145823° rispetto all'eclittica. Ha un periodo di rotazione di 11,3089 ore.
Fa parte della famiglia di asteroidi Vesta.
L'asteroide è dedicato al sistemista della NASA Nagin Cox.